# Nixon Fork
Der Nixon Fork ist ein etwa 115 Kilometer langer linker Nebenfluss des Takotna River im südwestlichen Interior des US-Bundesstaats Alaska.

## Verlauf
Der Nixon Fork entsteht am Zusammenfluss von Von Frank Creek (rechts) und Whirlwind Creek (links) im Norden der Kuskokwim Mountains auf einer Höhe von 279 m. Von dort fließt er in südwestlicher Richtung aus dem Bergland. Nach etwa 20 Kilometern erreicht er eine Beckenlandschaft, die er in südwestlicher, später in westlicher und schließlich in südlicher Richtung durchfließt. Der Nixon Fork weist dabei zahlreiche Mäander und Altarme auf. Der West Fork Nixon Fork trifft von Norden kommend auf den Nixon Fork. Der Nixon Fork mündet schließlich neun Kilometer nördlich von McGrath in den Takotna River, 25 Kilometer oberhalb dessen Mündung in den Kuskokwim River.
Neun Kilometer südlich des Flusslaufs befindet sich der Nixon Fork Mine Airport.

## Neben- und Quellflüsse
Der Von Frank Creek ist der 16 km lange rechte Quellfluss. Er entspringt an der Südostflanke des 1299 m hohen Von Frank Mountain. Der Von Frank Creek fließt in überwiegend südlicher Richtung.
Der Whirlwind Creek ist der 16,7 km lange linke Quellfluss. Er fließt in überwiegend südwestlicher Richtung entlang der Nordflanke der Whirlwind Ridge. 
Der West Fork Nixon Fork ist ein 62 km langer rechter Nebenfluss des Nixon Fork, 68 km oberhalb dessen Mündung in den Takotna River. Er entspringt in den Susulatna Hills auf einer Höhe von etwa 350 m.